# John Ford
John Martin Feeney (n. 1 februarie 1894, Cape Elizabeth⁠(d), Maine, SUA – d. 31 august 1973, Palm Desert⁠(d), California, SUA), cunoscut în industria cinematografică sub numele John Ford, a fost un regizor de film și ofițer în marina americană. Este considerat unul dintre cei mai importanți și influenți regizori ai generației sale.

## Biografie
Cele mai cunoscute filme ale sale sunt westernurile cu John Wayne, care a lucrat cu el peste 35 de ani la 24 de filme.
A câștigat șase Premii Oscar, fiind singurul regizor cu patru premii obținute la categoria cel mai bun regizor pentru Trădătorul (1935), Fructele mâniei (1940), Ce verde era valoarea mea (1941) și Omul liniștit (1952). Este renumit atât pentru filme western precum Diligența (1939), Draga mea Clementine (1946), Rio Grande (1950), Căutătorii (1956) și Omul care l-a ucis pe Liberty Valance (1962).
Pe parcursul unei cariere de peste 50 de ani, Ford a regizat peste 140 de filme (deși majoritatea filmelor sale mute sunt acum pierdute). Operele sale au fost apreciate de regizori precum Akira Kurosawa, Orson Welles și Ingmar Bergman.

## Carieră cinematografică
A fost celebru atât pentru westernuri ca Diligența (Stagecoach), Căutătorii (The Searchers) și Omul care l-a ucis pe Liberty Valance (The Man Who Shot Liberty Valance) cât și pentru adaptarea unor romane clasice americane ca Fructele mâniei (The Grapes of Wrath). Cele 4 premii Oscar pentru cel mai bun regizor (1935, 1940, 1941, 1952) reprezintă un record, și unul dintre aceste filme, Ce verde era valea mea (How Green Was My Valley), a câștigat premiul Oscar pentru cel mai bun film. A făcut filme mute și sonore, scurte  și documentare.

## Filmografie selectivă

### Regizor

#### Film mut
- 1917 The Tornado
- 1923 Cameo Kirby
- 1924 The Iron Horse
- 1925 Kentucky Pride
- 1926 3 Bad Men
- 1928 Four Sons
- 1928 Hangman’s House
- 1928 Riley the Cop

### Film sonor
- 1929 The Black Watch
- 1929 Salute
- 1930 Men Without Women
- 1930 Born Reckless
- 1930 Up the River
- 1931 Seas Beneath
- 1931 The Brat
- 1931 Arrowsmith
- 1932 Air Mail
- 1932 Flesh
- 1933 Pilgrimage
- 1933 Doctor Bull
- 1934 The Lost Patrol
- 1934 The World Moves On
- 1934 Judge Priest
- 1935 The Whole Town’s Talking
- 1935 The Informer
- 1935 Steamboat Round the Bend
- 1936 The Prisoner of Shark Island
- 1936 Mary of Scotland
- 1936 The Plough and the Stars
- 1937 Wee Willie Winkie
- 1937 Hurricane
- 1938 Patru bărbați și un jurământ (Four Men and a Prayer)
- 1938 Submarine Patrol
- 1939 Diligența (Stagecoach)
- 1939 Young Mr. Lincoln
- 1939 Drums Along the Mohawk
- 1940 Fructele mâniei (The Grapes of Wrath)

- 1940 The Long Voyage Home
- 1941 Tobacco Road
- 1941 Ce verde era valea mea (How Green Was My Valley)
- 1945 They Were Expendable
- 1946 My Darling Clementine
- 1947 Evadatul (The Fugitive)
- 1947 Fort Apache
- 1948 3 Godfathers
- 1949 She Wore a Yellow Ribbon

- 1950 When Willie Comes Marching Home
- 1950 Wagon Master
- 1950 Rio Grande
- 1952 Omul liniștit (The Quiet Man)
- 1952 What Price Glory
- 1953 The Sun Shines Bright
- 1953 Mogambo
- 1955 The Long Gray Line
- 1955 Mister Roberts
- 1956 The Searchers
- 1957 The Wings of Eagles
- 1957 The Rising of the Moon
- 1958 Gideon’s Day
- 1958 The Last Hurrah
- 1959 The Horse Soldiers

- 1960 Sergeant Rutledge
- 1961 Two Rode Together
- 1962 Omul care l-a ucis pe Liberty Valance (The Man Who Shot Liberty Valance)
- 1962 Cum a fost cucerit vestul (How the West Was Won)
- 1963 Donovan’s Reef
- 1964 Toamna Cheyennilor (Cheyenne Autumn)
- 1966 7 Women
- 1976 Chesty: A Tribute to a Legend (Documentar, postum)*

### Actor
Activitatea de actor al lui Ford a decurs între 1914 și 1917: 
- 1917 The Doorway of Destruction
- 1917 The Broken Coin, serial 22 de episoade
- 1917 The Lumber Yard Gang
- 1917 Chicken-Hearted Jim
- 1917 Peg O'The Ring Jacques Jaccard, serial 15 de episoade
- 1917 The Bandit's Wager
- 1917 The Tornado și regizor
- 1917 The Trail of Hate
- 1917 The Scrapper

## Legături externe
- John Ford la Internet Movie Database